# Los Cedros Airport
Los Cedros Airport är en flygplats i Chile.   Den ligger i provinsen Provincia de Curicó och regionen Región del Maule, i den södra delen av landet, 210 km söder om huvudstaden Santiago de Chile. Los Cedros Airport ligger 102 meter över havet.
Terrängen runt Los Cedros Airport är kuperad åt sydost, men åt nordväst är den platt. Runt Los Cedros Airport är det ganska tätbefolkat, med 239 invånare per kvadratkilometer.. 
Trakten runt Los Cedros Airport består i huvudsak av gräsmarker.